# قطع الأوتار
قطع الأوتار هو قطع جراحي للأوتار ، ولا يُمارس عمومًا إلا في الطب البيطري.

## عند القطط
قطع الأوتار على قطة هو بديل لاستئصال المخالب ("نزع المخالب") ، والذي يؤدي إلى بتر نهاية كل إصبع. يمكن اعتبار استئصال الأوتار أقل إيلامًا للقط من استئصال المخالب ؛ ومع ذلك ، فإنه لا ينصح به من قبل الجمعية الطبية البيطرية الأمريكية (AVMA) وهو غير قانوني في العديد من البلدان.